# Dichonemertes coensis
Dichonemertes coensis är en djurart som tillhör fylumet slemmaskar, och som beskrevs av Friedrich 1970. Dichonemertes coensis ingår i släktet Dichonemertes och familjen Emplectonematidae. Inga underarter finns listade i Catalogue of Life.